# آل الزهري (لودر)

تعديل مصدري - تعديل

آل الزهري هي إحدى قرى عزلة زارة بمديرية لودر التابعة لمحافظة أبين، بلغ تعداد سكانها 161 نسمة حسب تعداد اليمن لعام 2004.